# Coronil·la escorpioide
La coronil·la escorpioide, peu de pardal, herba de l'escorpí tapissots bords o banya de cabra(Coronilla scorpioides) és un arbust de la família de les fabàcies que prolifera en erms, vores de cultius i camins, pastures i matollars, preferentment en substrat calcari, a una altitud de 0-1.600 metres, a la regió mediterrània i Macaronèsia. És present a gairebé tota la península Ibèrica i Balears. Són herbes glabres amb tiges de fins a 35 cm d'alçada, erectes-ascendents. Tenen les fulles crasses, les basals de fins a 30 mm, simples, el·líptiques o suborbiculars, les caulinars trifoliades, amb folíols laterals semblants a estípules foliàcies, estípules membranoses, soldades. Fa inflorescències amb 2-4 flors amb peduncles més llargs que les fulles. Les flors tenen un calze de 2 mm, amb dents petites. La corol·la de 4-6 mm, amb totes les peces gairebé de la mateixa mida. El fruit és un llegum de fins a 55 x 2,5 mm, pèndul, corbat i tetràgona. Floreix i fructifica d'abril a juny. El nombre cromosòmic és n=6.